# Gordian (imię)
Gordian – imię męskie pochodzenia łacińskiego, oznaczające mężczyznę wywodzącego się z Górdion, dawnej stolicy Frygii, na terenie współczesnej Turcji. Patronem tego imienia jest św. Gordian, męczennik.
Cesarze rzymscy noszący to imię:
- Gordian I
- Gordian II
- Gordian III

W Polsce imię wystąpiło w dokumencie  w 1381 r.
Żeński odpowiednik: Gordiana.
Imię rzadkie. W styczniu 2024 r. w rejestrze PESEL, wśród publicznie dostępnych danych dotyczących osób żyjących, wykazano 43 mężczyzn o imieniu Gordian nadanym jako imię pierwsze.
Gordian imieniny obchodzi 10 maja i 17 września.

## Imię Gordian w innych językach[4]
- łacina – Gordianus[5],
- angielski – Gordian,
- czeski – Gordian,
- francuski – Gordien,
- hiszpański – Gordiano,
- niemieckl – Gordianus, Gordian,
- rosyjski – Gordian, Gordej[1]
- słowacki – Gordián,
- węgierski – Gordián,
- włoski – Gordiano.